# Delhy Tejero
Delhy Tejero, nombre usado desde 1929 por Adela Tejero Bedate (Toro, 1904-Madrid, 10 de octubre de 1968), fue una pintora y  dibujante española de la llamada «Edad de Plata».

## Biografía
Nacida en la localidad zamorana de Toro, Adela fue la segunda de las tres hijas que, tras el temprano fallecimiento de la madre, educó y crio el padre, secretario del Ayuntamiento de esa localidad zamorana. Recibió clases de dibujo en la Fundación González Allende, institución afín a la Institución Libre de Enseñanza, publicando sus primeras ilustraciones en El Noticiero de Toro. En 1925 su padre la envió a Madrid al colegio «San Luis de los franceses» para que estudiase francés, taquigrafía y corte y confección. Al día siguiente de llegar, se examinaba para entrar en la escuela de Artes y Oficios. Su intención fue prepararse para entrar en Escuela de Bellas Artes, lo que consiguió en 1926. Los cuatro primeros años pudo estudiar gracias a dos becas. Con el tiempo llegó a reconocer que de francés no aprendió nada pero que logró entrar en la Academia de San Fernando. Allí entabló amistad con Maruja Mallo, Remedios Varo y Piti Bartolozzi, que la retrató así: 

“Delhy, mujer guapa, era un tanto extravagante; la que más llamaba la atención por sus atuendos, confeccionados por ella misma, se pintaba las uñas de negro, y se cubría con una capa negra, lo cual unido a su pelo negro le daba un aspecto misterioso, fumaba en boquillas largas y cambió su nombre de Adela por Delhy, influida por cierto exotismo de la época y queriendo renunciar así a un pasado tradicional que la asfixiaba.” 
El Ministerio suprimió la beca que le permitía seguir viviendo y   estudiando en Madrid. Ante la disyuntiva entre volver a casa o seguir en Madrid, Delhy Tejero —como corresponde al modelo de mujer emancipada que en España se conoce como las modernas— se propuso conseguir la independencia económica para tener la libertad de continuar los estudios que había elegido. Se presentó con sus dibujos en la redacción de varias revistas, ofreciéndose para colaborar. Fue así como comenzó su carrera profesional como ilustradora dibujante, de revistas como Estampa, Crónica, Blanco y Negro, Nuevo Mundo y La Esfera. En la década de los sesenta, Delhy Tejero volvió a publicar ilustraciones incorporadas, incluso, a cuentos y relatos de su autoría, en diarios como ABC y Ya. En Narraciones ilustradas / Ilustraciones narradas se publicaron sus narraciones cortas  “El Madrid azul”, “El agüita que quería volar”, “El clima”, “El aire limpio”, “La nube nubilla”, “El sueñín”, “Isidro, el hijo del Manzanares”  y sus cuentos infantiles “El niño al revés”, “El hada Luzbalina”, “Cemeñito” y “El Ángel Pedrito”.
Su independencia económica le permitió vivir en la Residencia de Señoritas, dirigida por María de Maeztu, durante cuatro años, donde conoció a intelectuales y artistas que allí se daban cita. Además, entabló amistad con compañeras de habitación y sus familias, como los Valle-Inclán, Josefina Carabias y Marina Romero. También contactó con las nuevas orientaciones artísticas. En octubre de 1929 obtuvo el título de Profesora de Dibujo y Bellas Artes de la Escuela de San Fernando. Ese año fue cuando decidió sustituir su nombre, Adela, por el de Delhy, diminutivo de Adelita inspirado en la capital de la India. En 1930 recibió un premio de Aprecio en la Exposición Nacional de Bellas Artes. Durante los meses de enero a junio de 1931, estudió en París y Bélgica técnicas de pintura mural y a su regreso a España, fue nombrada profesora interina de Pintura Mural en la Academia de Artes y Oficios de Madrid.
Su primer estudio lo tuvo en 1932, en la calle de Miguel Moya de Madrid. Ese año le fue concedida en la Exposición Nacional la tercera medalla en Artes Decorativas por su obra "Castilla". En el mes de diciembre tuvo lugar su primera exposición individual con proyectos de murales, pintura al óleo de gran formato y una colección de dibujos con técnicas experimentales como la delcomanía para su serie de “Brujas o Duendinas”, cuya creación se atribuyó, en 1939, a Óscar Domínguez.

### Periodo vanguardista
Delhy buscó el conocimiento artístico de las vanguardias, el contacto con otras personas y otras perspectivas desde las que mirar el mundo. Ello la llevó a viajar tanto dentro como fuera de las fronteras españolas. En 1934 pintó el cuadro "Mercado Zamorano", obra que presentó en la Exposición Nacional dedicada al traje regional y que recibió excelentes críticas. Ese mismo año obtuvo una beca de la Junta para Ampliación de Estudios y marchó a París a estudiar pintura mural.
En 1936 pasó las vacaciones en Marruecos, debiendo prolongar su estancia hasta septiembre a causa del estallido de la guerra civil. Delhy consiguió volver, pero ante la imposibilidad de llegar a Madrid para seguir impartiendo sus clases, se quedó en Toro en donde fue profesora de dibujo en el Instituto. En 1937 le encargaron realizar murales para comedores infantiles de Salamanca y para el hotel Condestable de Burgos. Cuanto terminó los murales que le habían encargado, solicitó el visado especial para viajar a Florencia donde permaneció dos años. En 1938 regresó a París donde tuvo un acercamiento al surrealismo, en especial con Óscar Domínguez y André Breton. Hizo un curso de pintura en la Universidad de la Sorbona, y un curso de teosofismo. Participó en la muestra "Le rêve dans l’art et la littérature" junto a Miró, Domínguez, Remedios Varo, Man Ray, Chagall, y otros.

### Periodo espiritualista y transición
En agosto de 1939 regresó a España. Instaló su vivienda-estudio en el edificio de La Prensa, en la plaza del Callao, en Madrid. Pintó los techos del cine instalado en los bajos del inmueble. Delhy Tejero se enfrentó a un expediente de depuración profesional por haber abandonado las clases durante los años de la Guerra. Aunque consiguió demostrar la imposibilidad de hacerlo al estar ausente de España, el Ministerio de Educación zanjó la cuestión suprimiendo la cátedra de Pintura Mural. 
En 1943 fue galardonada en la Exposición Nacional con la tercera medalla en la sección pintura. Este mismo año falleció su padre. A través de los círculos del padre César Vaca que apoyaba el cristianismo en Teilhard de Chardin y en contacto con aristócratas como Lilí Álvarez, Delhy Tejero entró en lo que ella llamó su «segundo misticismo», etapa durante la cual su obra perdió el carácter renovador, si bien todo el conocimiento adquirido estaba latente. En esta etapa destruyó las obras creadas en París.
En 1947, después de la exposición colectiva de pintura que organizó el gobierno español en Buenos Aires, abandonó de forma progresiva la línea mística. A su obra volvieron las figuras, pero fusionadas. En 1948 ganó el concurso convocado por el Ayuntamiento de Zamora con su proyecto de mural Amanecer jurídico del municipio zamorano.
A partir de 1951 se produjo el renacer de su propia experiencia de las vanguardias hacia la abstracción. En 1953 participó en la primera exposición de arte abstracto en Santander. Fue la única mujer que expuso. La siguiente exposición fue colectiva,  en La Habana, en 1954. Y la última, individual, en las salas de la Dirección de Bellas artes. En 1959 sufrió un infarto de miocardio. Durante los años posteriores, hizo murales por encargo. Un viaje a París la llevó a considerar que el surrealismo había muerto. Agravada su enfermedad, aún siguió pintando y haciendo ilustraciones hasta que el 10 de octubre de 1968 falleció en Madrid, a causa de una angina de pecho.

## Premios y reconocimientos
- 1930 - Premio de Aprecio en la Exposición Nacional de Bellas Artes.
- 1932 - Recibió en la Exposición Nacional, la tercera medalla en Artes Decorativas por su obra "Castilla".
- 1934 - Beca de la Junta de Ampliación de Estudios.
- 1943 - Fue galardonada en la Exposición Nacional con la tercera medalla en la sección pintura.
- 1948 - Ganó el concurso convocado por el Ayuntamiento de Zamora con su proyecto de mural Amanecer jurídico del municipio zamorano[11]

- El 23 de febrero de 2019 el Ayuntamiento de Toro concedió, en sesión extraordinaria y solemne, el título de Hija Predilecta de Toro a Delhy Tejero.[12]

- En 2019 participó en la exposición colectiva Dibujantas, pioneras de la Ilustración en el Museo ABC.[13]
- En el marco de La Iberoamericana de Toro, se celebran los encuentros Delhy Tejero, mesas de debate y performances sobre mujeres y artes visuales.[14]
- En 2024 el Museo de Arte Contemporáneo Patio Herreriano de Valladolid hizo una exposición rescatando su obra del olvido: Delhi Tejero - Geometría y Misterio.[15][16]

## Legado
Si yo no hubiera nacido en Toro…... el ámbito natural de mi abuelo eran los escolapios, los mercedarios; luego estaban las visitas al cementerio todos los domingos, para rezar ante la tumba de su madre. Era un ambiente muy restringido.
En 2005 se realizó la exposición 'Delhy Tejero, ilustradora' en el Museo Municipal de Arte Contemporáneo Conde Duque de  Madrid, donde se pudieron ver las pinturas costumbristas de Delhy que reflejarían esa sociedad, los trajes de las zamoranas ricas, el camino del cementerio, las tierras onduladas de Castilla.